# Salmo 17

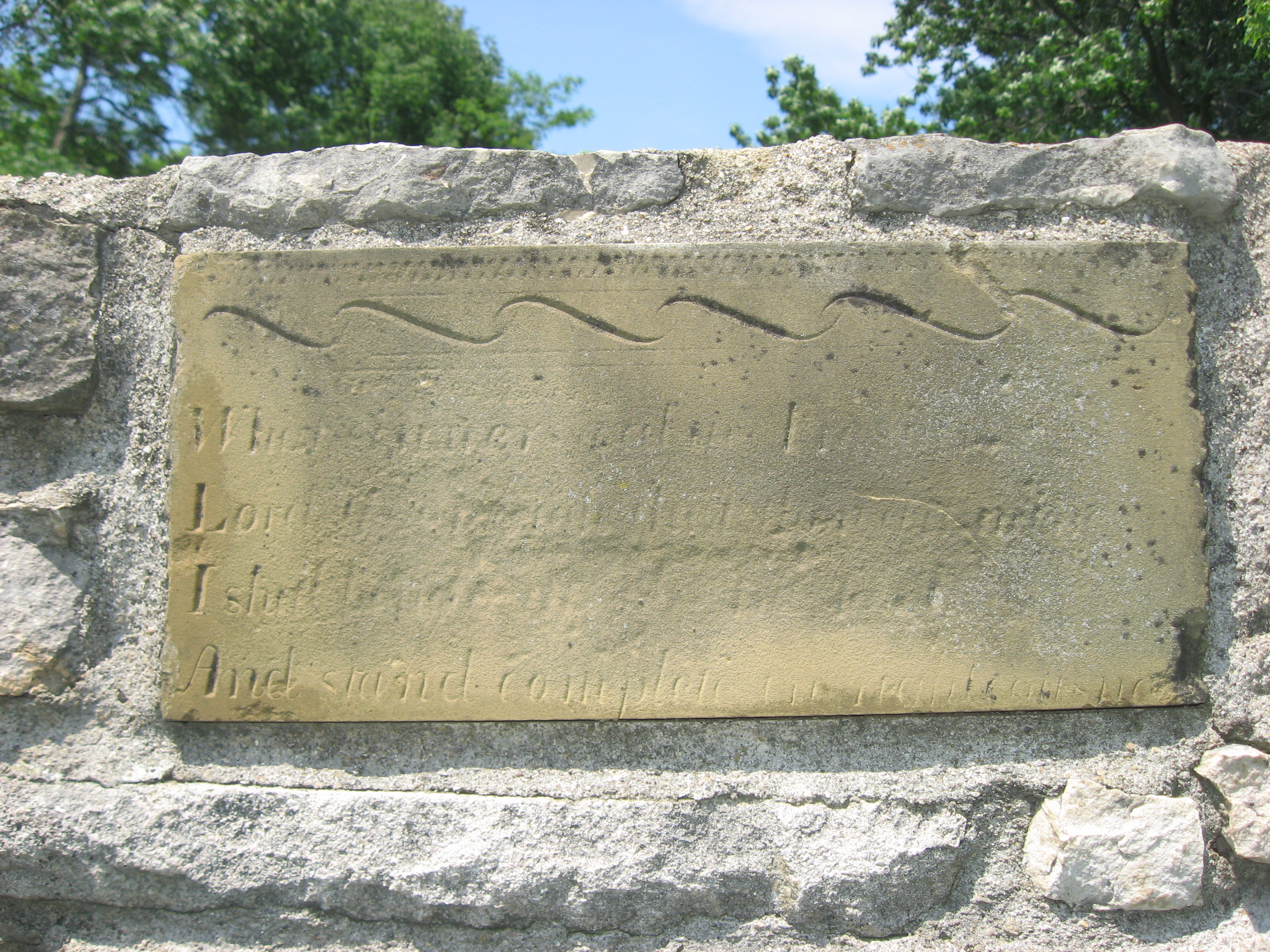
Iscrizione in un cimitero di Dublin, in Ohio, con un adattamento in lingua inglese del quindicesimo versetto del salmo.

Il salmo 17 (16 secondo la numerazione greca) costituisce il diciassettesimo capitolo del Libro dei salmi.
È tradizionalmente attribuito al re Davide. È utilizzato dalla Chiesa cattolica nella liturgia delle ore.